# 나폴리 국립 고고학 박물관
나폴리 국립 고고학 박물관(이탈리아어: Museo archeologico nazionale di Napoli)은 이탈리아에서 가장 중요한 고고학 박물관이며, 특히 고대 로마 관련 분야가 그렇다. 그리스, 로마, 르네상스 시기의 유물들과 인접한 폼페이, 스타비아에, 헤르쿨라네움의 고대 로마의 유물들을 소장하고 있다. 과거에는 부르봉 왕실 박물관(이탈리아어: Real Museo Borbonico )이었다.

## 건물
박물관의 건물은 1585년에 기병대의 병영으로 지어졌다. 1616년에서 1777년에는 나폴리 대학교이기도 했다. 박물관이 된 이후인 19세기에 여러 차례 건물 구조가 바뀌었다.

## 소장품
나폴리 국립 고고학 박물관의 상설 전시관은 크게 세 부분으로 나뉜다. 가장 유명한 폼페이 컬렉션은 폼페이와 헤르쿨라네움에서 발굴된 고대 로마 유물들을 전시한다. 이집트 컬렉션은 고대 이집트 유물들을 전시한다. 파르네세 컬렉션에는 로마에서 발굴된 유물들이 있다.

### 비밀의 방
폼페이와 헤르쿨라네움의 유물들 중 성적인 내용의 것들만 모아논 전시관으로 14세 이상만 출입할 수 있다. 정교한 프레스코 춘화에서 투박한 남근상에 이르기까지 현대의 기준으로도 노골적인 유물이 많다. 박물관이 문을 열었을 때 보수적인 사회 분위기 속에서 소수에게만 공개되거나, 완전히 감춰지길 반복하다가 2000년이 되어서야 완전히 대중에게 공개되었다.

## 같이 보기
- 가장 큰 미술관 목록